# Pyncostola abnormalis
Pyncostola abnormalis är en fjärilsart som beskrevs av Antonius Johannes Theodorus Janse 1950. Pyncostola abnormalis ingår i släktet Pyncostola och familjen stävmalar. Inga underarter finns listade i Catalogue of Life.